# Professeur affilié
Le terme de professeur affilié (en anglais : affiliated professor), ou encore professeur de courtoisie (en anglais : professor by courtesy) est un titre universitaire utilisé dans le monde anglo-saxon.

## Signification
Ce titre est utilisé pour désigner un professeur qui aurait enseigné à plein temps dans un premier établissement et qui, plus tard, changerait d'établissement pour effectuer un autre enseignement. Dans le cas où il passerait la plupart de son temps à enseigner dans son nouvel établissement sans totalement abandonner ses charges d'enseignement dans le premier établissement, on lui donnerait alors le titre de professeur affilié dans le premier établissement pour notifier son lien toujours existant avec ce dernier mais aussi son retrait effectif.